# Бахметьев, Виталий Викторович
Виталий Викторович Бахметьев (род. 12 августа 1961 года, Магнитогорск, РСФСР, СССР) — российский политический деятель, инженер-металлург, заместитель генерального директора Магнитогорского металлургического комбината (2011—2014), глава города Магнитогорска (2015—2016), депутат Государственной Думы России VII  и VIII созывов (с  2016 года). Член фракции «Единая Россия». Вошёл в состав Комитета Государственной думы VIII созыва по строительству и жилищно-коммунальному хозяйству.
Из-за вторжения России на Украину, находится под международными санкциями Евросоюза, США, Великобритании и ряда других стран

## Биография
Виталий Бахметьев родился 12 августа 1961 года в городе Магнитогорске Челябинской области в семье металлургов. Дед по отцу Михаил Фёдорович Бахметьев родился в селе Бессоновка Пензенского уезда Пензенской губернии, вместе с женой Евдокией Фёдоровной приехал в Магнитогорск, работал в чугунолитейном цехе Магнитогорского металлургического комбината, участник Великой Отечественной войны. Отец Виктор Михайлович Бахметьев (1938—2007) — машинист крана в одном из листопрокатных цехов Магнитогорского металлургического комбината.
В 1978 году Бахметьев поступил на работу в трест «Магнитострой» электрослесарем. В 1984 году окончил Магнитогорский горно-металлургический институт по специальности «литейное производство черных и цветных сплавов». В том же году он переходит на работу формовщиком в фасонно-литейный цех ММК. Последовательно Бахметьев был рабочим, мастером, а затем и старшим мастером, пока в 1992 году он не был назначен начальником сталефасоннолитейного цеха ремонтно-механического завода «Марс».
В 2009—2011 годах работал генеральным директором угольной компании ОАО «Белон». С 2011 по 2014 год Виталий Бахметьев занимал должность заместителя генерального директора ОАО «ММК» по коммерции. Кроме того, Бахметьев являлся депутатом Магнитогорского городского собрания депутатов третьего созыва.

## Политическая деятельность

### Исполняющий полномочия главы города Магнитогорска
В день отставки Евгения Тефтелева по собственному желанию Бахметьев был избран исполняющим полномочия главы города Магнитогорска, он занимал этот пост до выборов в октябре 2015 года. На этот пост он был рекомендован Тефтелевым.
Виталий Бахметьев был рекомендован на пост главы Магнитогорска ввиду того, что ранее он являлся депутатом Магнитогорского городского собрания депутатов, хорошо знает жизнь города, а также специфику Магнитогорска.
Особое внимание Виталий Бахметьев пообещал уделять проблемам чистоты и благоустройства города Магнитогорска.

### Глава города Магнитогорска
28 октября 2015 года на заседании Магнитогорского городского собрания депутатов Виталий Викторович Бахметьев был избран главой города Магнитогорска, получив двадцать шесть голосов из тридцати одного возможных.
11 марта 2016 года Виталий Бахметьев был зарегистрирован в качестве участника праймериз (предварительного голосования) партии «Единая Россия» для последующего выдвижения на выборах в Государственную Думу Российской Федерации. Сам Бахметьев обосновал своё решение необходимостью внести изменения в законодательные акты в области жилищного законодательства, а также муниципальной службы.

## Законотворческая деятельность
С 2016 по 2019 год, в течение исполнения полномочий депутата Государственной Думы VII созыва, выступил соавтором 35 законодательных инициатив и поправок к проектам федеральных законов.

## Награды
Виталий Бахметьев награждён Почётной грамотой Губернатора Челябинской области, медалью ордена «За заслуги перед Отечеством» II степени, а также орденом «Почетный знак Петра Великого».